# 전력판
《전력판》(일본어: 全力坂 젠료쿠자카[*])은 매주 월요일부터 목요일까지 25시 20분부터 25시 26분까지 TV 아사히에서 방송되는 텔레비전 프로그램이다. 2005년 4월 4일 처음 방송되었다. 내레이터는 후키코시 미츠루이다. 도쿄의 많은 언덕을 아이돌이나 배우 등 연예인이 전력으로 뛰어 올라가는 프로그램이다.